# Tensor de Einstein
Em geometria diferencial, o tensor de Einstein (também tensor de traço revertido de Ricci), nomeado em relação a Albert Einstein, é usado para expressar a curvatura de uma variedade de Riemann. Em relatividade geral, o tensor de Einstein aparece nas equações de campo de Einstein para a gravitação descrevendo a curvatura do espaço-tempo.

## Definição
O tensor de Einstein {\displaystyle \mathbf {G} } é um tensor de ordem definido sobre variedades riemannianas.  Ele é definido como
{\displaystyle \mathbf {G} =\mathbf {R} -{\frac {1}{2}}\mathbf {g} R,}
sendo {\displaystyle \mathbf {R} } o tensor de Ricci, {\displaystyle \mathbf {g} } o tensor métrico e {\displaystyle R} o escalar de curvatura de Ricci. Em notação com índices, o tensor de Einstein tem a forma
{\displaystyle G_{\mu \nu }=R_{\mu \nu }-{1 \over 2}g_{\mu \nu }R.}

## Propriedades
O tensor de Einstein é simétrico, visto que o tensor de Ricci e o tensor métrico são simétricos,
{\displaystyle G_{\mu \nu }=G_{\nu \mu }\,}.
O tensor de Einstein tem divergência nula, como pode-se demonstrar combinando as equações de campo de Einstein ao fato de que o tensor de energia-momento tem divergência nula
{\displaystyle G^{\mu \nu }{}_{;\nu }=0\,.}.